# オイゲン・エールリッヒ
オイゲン・エールリッヒ（Eugen Ehrlich、1862年9月14日 - 1922年5月2日）は、オーストリアの法学者。「法の発展の重心は社会にある」というテーゼに基づくその法研究により、マックス・ウェーバーと並ぶ法社会学の創始者となる。主著は『法社会学の基礎理論』（1913年）等。

## 経歴
1862年、ハプスブルク帝国の直轄領ブコヴィナの首都・チェルノヴィッツにて、ユダヤ系の弁護士の家庭に生まれる。ウィーン大学にて法学を修め、1886年法学博士、1894年ウィーン大学私講師。1897年郷里のチェルノヴィッツ大学員外教授、1901年同大学教授（ローマ法）、1906年同大学総長。1922年ルーマニアのブカレストで死去。

## 人物
- 『法社会学の基礎理論』の公刊により、国際的評価を獲得したにもかかわらず、第一次世界大戦の勃発により、その運命は暗転し、貧困のなか苦しい生活を余儀なくされた。オーストリアの初代大統領となったカール・レンナーは、その悲劇的運命について、「第一次世界大戦とオーストリア＝ハンガリー帝国解体の犠牲者」と述べている。

## 日本語訳
- 『権利能力論』川島武宜・三藤正共訳、岩波書店、1942年、1952年、改訳1975年
- 『法社会学の基礎理論　第一分冊』川島武宜、有斐閣、1952年、55年
- 『法社会学の基礎理論』河上倫逸・Ｍ．フーブリヒト共訳、みすず書房、1984年
- 『法律的論理』河上倫逸・Ｍ．フーブリヒト共訳、みすず書房、1987年